# Palazzo Carcassola (Marzano)
Il palazzo Carcassola, talvolta detto anche Castello, è un palazzo nobiliare di campagna posto nel centro abitato di Marzano, frazione del comune italiano di Merlino.

## Storia
Le origini del palazzo Carcassola non sono note con precisione, ma è opinione di molti storici che l'edificio sia stato costruito alla fine del Cinquecento o nel primo Seicento come dimora della nobile famiglia Carcassola, investita fin dal 1527 del feudo di Marzano.
Alcuni studiosi ipotizzano che il palazzo sia stato costruito sulle fondamenta di un antico castello, la cui presenza a Marzano è attestata da un documento del 1370; ma è anche ipotizzabile che l'antico castello di Marzano fosse l'edificio con torre tuttora esistente in via IV Novembre 27, e che il palazzo Carcassola sia stato costruito ex novo in sostituzione di questo divenuto troppo angusto.
Già durante il Seicento il palazzo venne venduto dai Carcassola ai Riccardi, e nel 1647 da questi ai Barbiano di Belgioioso. Nella prima metà dell'Ottocento appartenne quindi ai Trotti di Vimercate, estinti nel 1844.
Cessata la funzione di dimora nobiliare, il palazzo andò incontro a una lunga fase di declino e di degrado: gli arredamenti vennero venduti, gli edifici rustici abbattuti e il giardino adibito a coltivazioni agricole; il palazzo stesso rimase a lungo in abbandono o adibito ad usi impropri, come l'impianto di una filanda o il ricovero di profughi durante le due guerre mondiali.
Finalmente, alla fine del Novecento il nuovo proprietario, signor Vincenzo Grugni, iniziò a proprie spese un'opera di progressivo restauro, che tuttavia si interruppe alla sua morte nel 2010.

## Caratteristiche

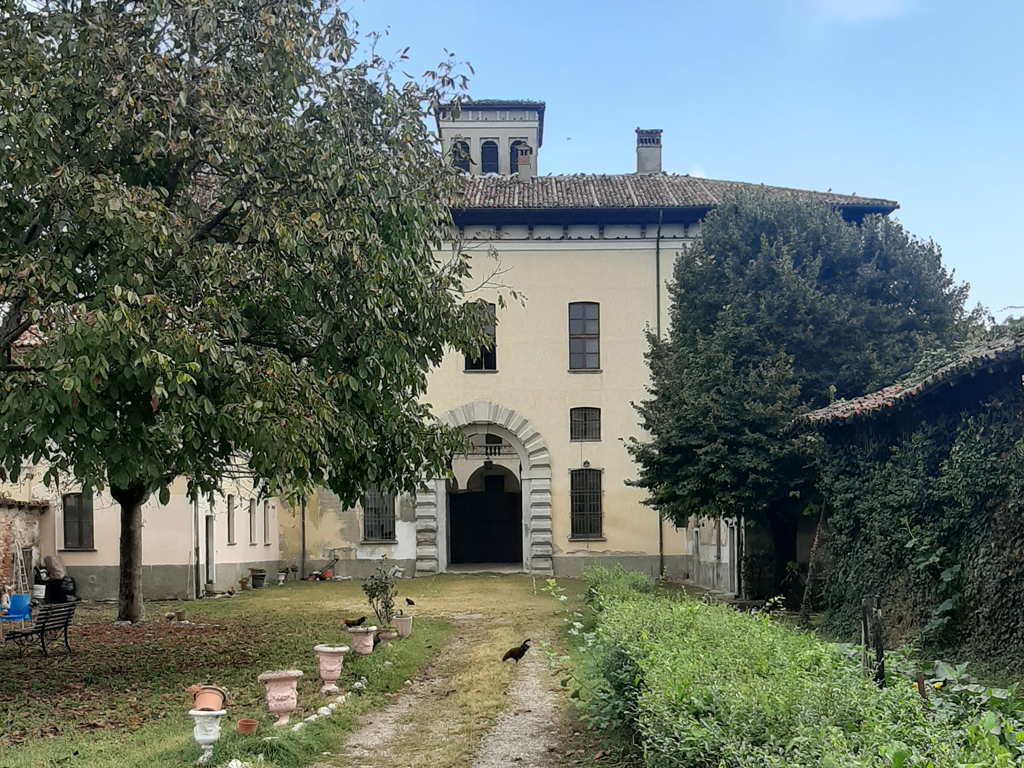
L'ingresso principale, posto sul lato ovlest

L'edificio è posto al limite occidentale del centro abitato di Marzano, lungo la strada per Merlino e Zelo.
Esso ha pianta di forma rettangolare allungata in senso ovest-est, preceduta sul lato ovest da due avancorpi aggiunti successivamente che definiscono una piccola corte d'onore prospiciente l'ingresso principale; la facciata est, rivolta verso il paese, è dominata da una torre-belvedere alta 42 m. Complessivamente l'edificio possiede un aspetto severo che ricorda le architetture castellane, accentuato dal muro a scarpa che ne costituisce la base lungo la facciata nord.
Al centro dell'edificio si apre un cortile in parte loggiato, in passato ornato da ricche decorazioni pittoriche ora scomparse.
Gli interni conservano ancora in molti ambienti motivi d'interesse, come gli antichi camini o gli affreschi che ornano molte stanze; molti di questi sono attribuibili a Giovanni Ghisolfi e databili intorno al 1660; altre stanze rivelano invece una diversa mano di epoca successiva, che si potrebbe attribuire al Castellino e datare al 1720 circa. Notevole anche lo scalone d'onore d'epoca barocca.
L'ampio giardino, che si estendeva sui lati orientale e meridionale del palazzo ed era ornato da peschiere e giochi d'acqua, è oggi adibito ad uso agricolo.

### Fonti
- Giacomo Carlo Bascapè e Carlo Perogalli (a cura di), Castelli della pianura lombarda, Milano, Electa, 1960,  p. 176, ISBN non esistente, SBN SBL0028400.
- Santino Langé, Ville della provincia di Milano. Lombardia 4, Milano, SISAR, 1972,  pp. 399-400, ISBN non esistente, SBN MIL0194097.
- Rotary club Milano-Melegnano (a cura di), L'arte nel territorio di Melegnano, introduzione di Carlo Perogalli, Milano, Nuove edizioni, 1977, ISBN non esistente, SBN SBL0161506.
- Armando Novasconi, Castelli intorno a Lodi, Lodi, Banca Popolare di Lodi, 1981,  pp. 73-74, ISBN non esistente, SBN TO01563677.
- Carlo Perogalli, Enzo Pifferi e Angelo Contino, Castelli in Lombardia, Como, Editrice E.P.I., 1982.
- Antonio Mazza e Ferruccio Pallavera, Castelli, rocche e torri. Storia delle fortificazioni tra Lambro, Adda e Po, Bolis, 2013,  pp. 101-105, ISBN 978-88-7827-246-0.
- Dimore storiche. Forme dell'abitare a Lodi e nel territorio dal Medioevo all'Ottocento, testi di Mario Marubbi e Annunziata Miscioscia, fotografie di Antonio Mazza, Azzano San Paolo, Bolis, 2016,  pp. 199-200, ISBN 978-88-7827-330-6.

### Ulteriori approfondimenti
- Carlo Perogalli (a cura di), Cascine del territorio di Milano, edito dall'Ente provinciale per il turismo di Milano, 1975,  pp. 79-80, ISBN non esistente, SBN MIL0531396.
- Flavio Conti, Vincenzo Hybsch e Antonello Vincenti, I castelli della Lombardia. Province di Milano e Pavia, edito dalla Regione Lombardia - Settore Cultura e Informazione Servizio Musei e Beni Culturali, 1990,  p. 72, ISBN non esistente, SBN CFI0167314.
- Stefania Biancossi, Merlino, palazzo Carcassola-Grugni. Una reggia rinascimentale giunta fino ai giorni nostri, Milano, 2005.